# Agustina Zerboni
Agustina Zerboni (ur. 24 sierpnia 1988) – argentyńska lekkoatletka, dwukrotna medalistka mistrzostw Ameryki Południowej i czterokrotna medalistka mistrzostw Ameryki Południowej do lat 23.

## Przebieg kariery
W 2008 udało się jej zdobyć brązowy medal na mistrzostwach Ameryki Południowej U-23. W 2009 zadebiutowała na mistrzostwach Ameryki Południowej seniorów, ale zajęła dopiero 4. pozycję. W 2010 otrzymała cztery medale mistrzostw Ameryki Południowej U-23 – złoty w siedmioboju i biegu na 100 m przez płotki oraz brązowe w biegu sztafet 4 × 100 oraz 4 × 400 m. W 2011 otrzymała tytuł wicemistrzyni kontynentu w ramach zmagań w Buenos Aires.
W 2013 i 2018 roku została mistrzynią Argentyny w siedmioboju.

## Osiągnięcia
| Rok     | Zawody                                      | Miasto              | Miejsce | Konkurencja                | Wynik     |
| ------- | ------------------------------------------- | ------------------- | ------- | -------------------------- | --------- |
| 2006    | Młodzieżowe mistrzostwa Ameryki Południowej | Buenos Aires        | 6.      | siedmiobój                 | 4348 pkt. |
| 2007    | Mistrzostwa panamerykańskie juniorów        | São Paulo           | 6.      | siedmiobój                 | 4427 pkt. |
| 2008    | Młodzieżowe mistrzostwa Ameryki Południowej | Lima                | 3.      | siedmiobój                 | 4820 pkt. |
| 2009    | Mistrzostwa Ameryki Południowej             | Lima                | 4.      | siedmiobój                 | 5090 pkt. |
| 2010    | Młodzieżowe mistrzostwa Ameryki Południowej | Medellín            | 1.      | bieg na 100 m przez płotki | 13,66     |
| 2010    | Młodzieżowe mistrzostwa Ameryki Południowej | Medellín            | 3.      | sztafeta 4 × 100 m         | 46,76     |
| 2010    | Młodzieżowe mistrzostwa Ameryki Południowej | Medellín            | 3.      | sztafeta 4 × 400 m         | 3:51,74   |
| 2010    | Młodzieżowe mistrzostwa Ameryki Południowej | Medellín            | 1.      | siedmiobój                 | 5362 pkt. |
| 2011    | Mistrzostwa Ameryki Południowej             | Buenos Aires        | 4.      | bieg na 100 m przez płotki | 13,54     |
| 2011    | Mistrzostwa Ameryki Południowej             | Buenos Aires        | 2.      | siedmiobój                 | 5226 pkt. |
| 2011    | Igrzyska panamerykańskie                    | Guadalajara         | 5.      | siedmiobój                 | 5472 pkt. |
| 2013    | Mistrzostwa Ameryki Południowej             | Cartagena de Indias | 3.      | siedmiobój                 | 5317 pkt. |
| 2014    | Igrzyska Ameryki Południowej                | Santiago            | DNF     | siedmiobój                 | N/A       |
| 2014    | Mistrzostwa ibero-amerykańskie              | São Paulo           | 6.      | siedmiobój                 | 5451 pkt. |
| 2015    | Mistrzostwa Ameryki Południowej             | Lima                | 4.      | siedmiobój                 | 5395 pkt. |
| Źródło: |                                             |                     |         |                            |           |

## Rekordy życiowe
26 stycznia 2014 w Buenos Aires ustanowiła swój rekord życiowy wynoszący 5542 punkty.